# Jan Verheijen
Johannes Verheijen, detto Jan (L'Aia, 30 novembre 1896 – L'Aia, 29 aprile 1973), è stato un sollevatore olandese.

## Palmarès

### Olimpiadi
- Bronzo a Amsterdam 1928 nei pesi massimi-leggeri.